# Museu do Palácio Nacional da Ajuda

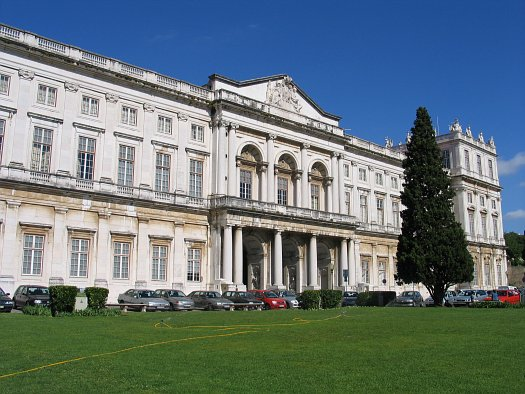
Palácio da Ajuda Fachada sul

 O Museu do Palácio Nacional da Ajuda ocupa as Alas Nascente e Sul do Palácio Nacional da Ajuda.
A construção do presente edifício do Palácio da Ajuda, iniciou-se em 1802 com a introdução da estética neo-clássica, e as novas concepções dos arquitectos, Francisco Xavier Fabri e José da Costa e Silva.
O Palácio Nacional da Ajuda foi habitado de forma descontinuada, até que D. Luís I lá se instalou definitivamente. Deve-se à sua mulher, D. Maria Pia de Saboia, a requalificação estética de todo o Paço. Foi contratado Joaquim Possidónio Narciso da Silva, que projectou novos espaços exóticos e outros mais funcionais. Após a implantação da República, o Palácio foi encerrado. E parcialmente transformado em Museu em 1968.
As colecções de artes decorativas, datadas do Século XV ao Século XX, provêm do antigo acervo dos Paços Reais da Ajuda. Os objectos decorativos e utilitários existentes, recriam ambientes oitocentistas, pelas cerca de 32 salas do Museu. 
Enquanto que podemos contemplar no andar térreo os espaços onde se desenrolava o quotidiano da família real através de uma visita às diversas salas como a da musica, a sala Azul, o jardim de inverno,  o quarto do rei D. Luis, a sala Rosa, bem como o quarto de cama da Rainha, o toilette, a Sala de jantar da Rainha e a capela privada da rainha D. Maria Pia, aberta ao público em Abril de 2014 após grande campanha de restauro. 
Por outro lado, no Andar Nobre, é possível contemplar os espaços que eram utilizados para as cerimonias oficiais nos últimos tempos da Casa de Bragança e, entrando pela salinha chinesa, é possível percorrer os espaços que a nobreza do séc XIX fazia para chegar junto dos Reis na sala do Trono. Passa-se assim pela Antiga Sala de Bilhar, desta para a  sala do retrato de rainha, onde figura a Rainha D. Maria Pia com 33 anos e pintada por Carolus Duran. De seguida temos uma salinha verde, a sala das senhoras do corpo diplomático e a sala do corpo diplomático. Passando pela Antecâmara, chegamos à majestosa  sala do trono que é perpendicular à sala D. João VI (antiga sala de baile), à  sala D. João IV e à sala dos archeiros. Destaca-se ainda  a sala dos jantares grandes que apresenta no tecto uma pintura, datável de 1825–1826 da autoria de José da Cunha Taborda, alegórica ao nascimento de D. João VI. Desta sala destaca-se ainda o mobiliário de 180 cadeiras, encomendadas em 1903 por ocasioão da vinda de  Eduardo VII a Portugal. Ainda no andar nobre é possível apreciar o ultimo quarto do rei d. Luís, a biblioteca bem como o seu atelier de pintura em puro estilo neogótico.
As múltiplas salas tentam seguir a reconstituição histórica conforme os últimos anos de vida do rei D. Luis e da rainha D. Maria pia e para isso é recorrida a iconografia. nomeadamente as aguarelas de Enrique Casanova, realizadas entre 1889–1892 e adquiridos em 1989 pela directora de então. 
O Museu do Palácio Nacional da Ajuda, teve entre 1940 e até 1968 um período de visitas restritas tendo aberto as suas portas a 20 de Agosto de 1968.
O Museu desenvolve variados projectos pedagógicos através do serviço educativo, e organiza visitas temáticas. É a casa com a maior e mais antiga tradição de voluntariado entre os seus pares nacionais, e tem um programa de Mecenato que tem vindo a recuperar e restaurar várias salas devolvendo-lhes a sua original integridade.
O Museu acolhe também exposições, concertos e eventos de variados tipos, sendo sempre um cenário único que em muito engrandece tais momentos.
Tem como director o Dr. José Alberto Ribeiro, que sucedeu em 2013 à Drª Isabel Silveira Godinho, que durante mais de 30 anos foi a principal responsável por trazer o brilho de outros tempos ao único Museu-Palácio de Lisboa.
Foi classificado como Monumento Nacional em 1910.
Protecção Legal Monumento Nacional (MN); Dec. 16 de junho de 1910, Zona Especial de Protecção (ZEP), DG, 2ª série, nº 253, 29 de outubro de 1959.

## Ligação exterior
IMC - Instituto dos Museus e da Conservação
IGESPAR - Instituto de Gestão do Património Arquitectónico e Arqueológico